# Víllodas
Víllodas (oficialmente Víllodas/Billoda) es un concejo del municipio de Iruña de Oca, en la provincia de Álava, España. 

## Localización
Víllodas está situada a 8,2 kilómetros de Vitoria y a 4,6 de Nanclares de la Oca, capital del municipio, por carretera. En sus alrededores se sitúa el río Zadorra y la sierra Brava de Badaya.

## Despoblado
Forma parte del concejo el despoblado de:
- Iruña.[1]

## Historia
Antiguamente perteneció, junto con Trespuentes, al municipio de Iruña, el cual se fusionó con el de Nanclares en 1976, formando el ya nombrado municipio de Iruña de Oca.

## Geografía humana

### Organización territorial
El concejo se distruye en dos barrios: el de Iruña y el de Gárabo.
El barrio de Gárabo se encuentra entre la antigua cárcel y Víllodas. Está situado a orillas del río Zadorra. Gárabo ha escrito mucha historia a lo largo de los años. En Gárabo hubo molino (1576–1859), fábrica harinera (1859–1936), hubo barracones del campo de concentración (1940–1947), y fábrica de luz.

### Demografía
| Gráfica de evolución demográfica de Víllodas entre 2000 y 2017 |
|                                                                |
| Población de derecho según los censos de población del INE.    |

## Cultura

### Patrimonio

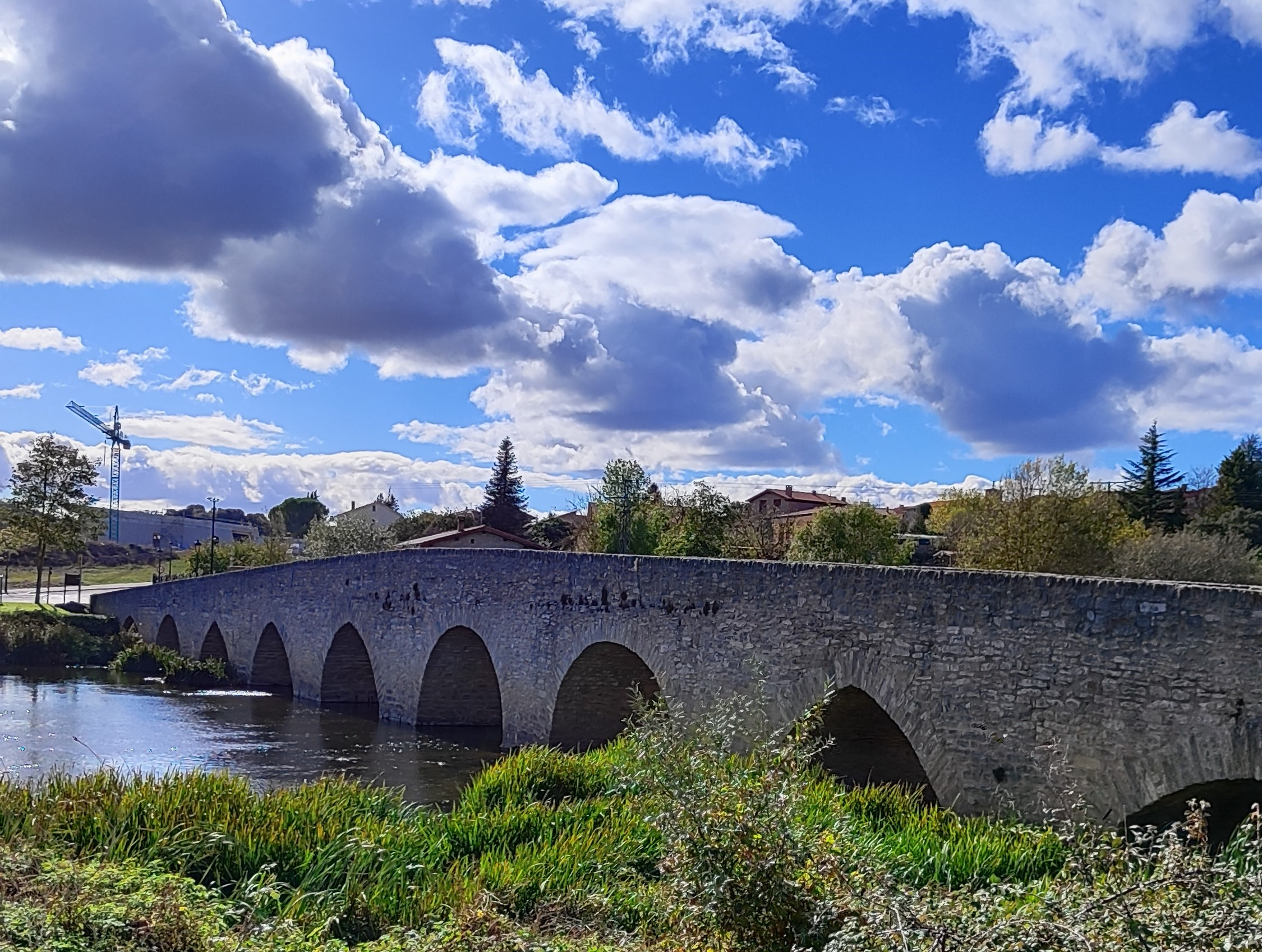
Puente de Víllodas

- Puente de Villodas, del siglo XV-XVI, tomado por la bibliografía tradicional como "romano" por su cercanía con el yacimiento de Iruña y su similitud con el cercano ejemplar de Trespuentes. La primera noticia que obra en nuestro poder es de 1574, en un apeo que hace referencia a varias fincas ubicadas "junto a la puentte de Villodas".[5]
- Iglesia de San Cristóbal, del siglo XVI. destacan el coro renacentista con balaustrada de piedra y las bóvedas, repintadas, que es posible que conserven la pintura mural original.[6]Tiene planta de salón y cabecera recta. La portada, del siglo XVI, es de arco rebajado y jambas molduradas. El retablo mayor también renacentista.[2]
- Ermita de San Pelayo, ubicada sobre un cerro al S.E. de Villodas y cercana al río Zadorra, con vistas sobre la Llanada Alavesa occidental. Es una edificación de planta rectangular y paredes de mampostería. Se reedificó entre los siglos XVIII y XIX.[7]Conserva una imagen de Sta. Catalina, seguramente procedente del desaparecido convento de Sta. Catalina de la Sierra Badaya.[2]
- El juego de bolos se ubica en la parte alta del núcleo, al descubierto, en una plaza abierta junto a la iglesia dotada de ciertas infraestructuras lúdico-recreativas.[8]

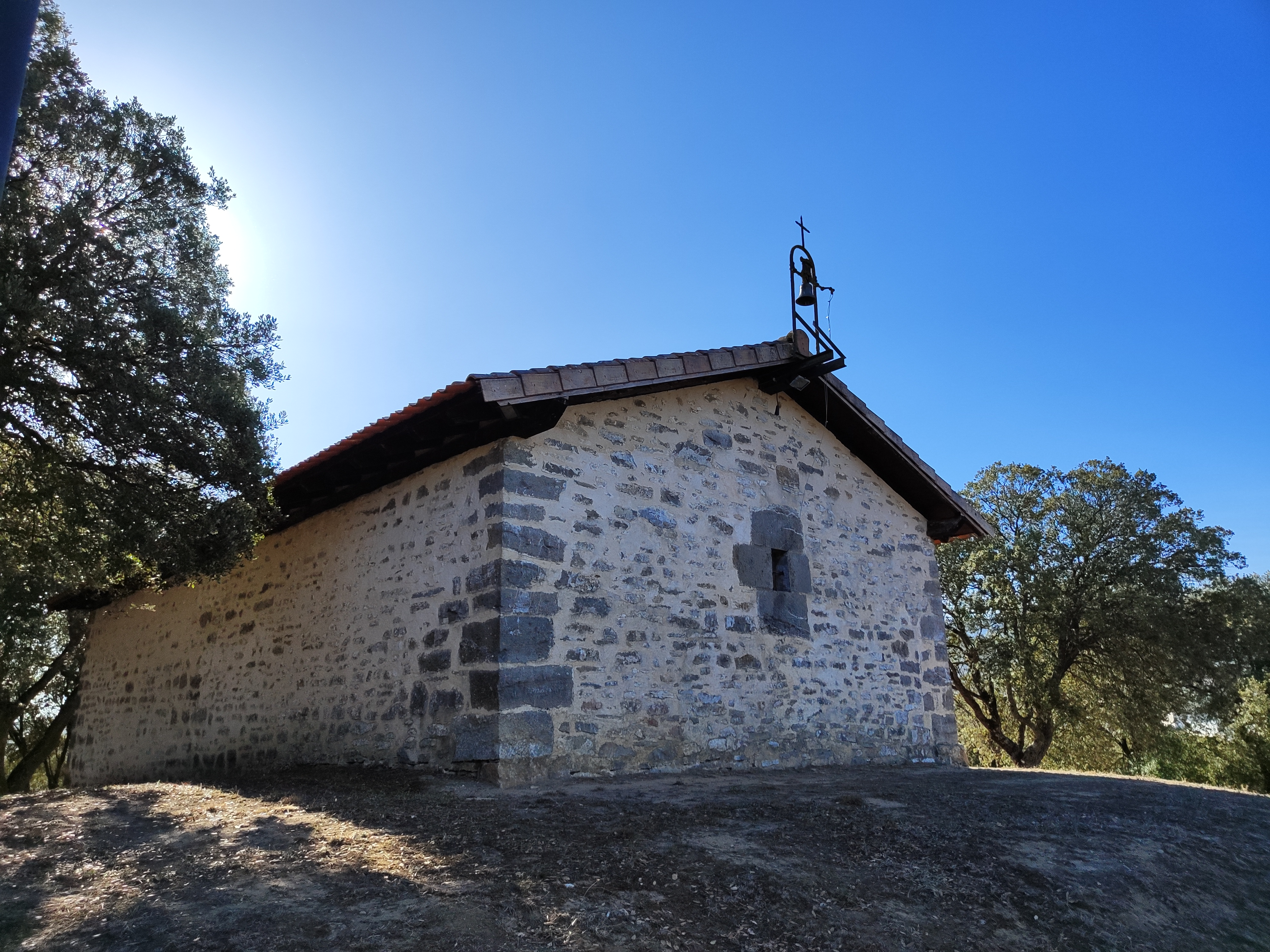
Ermita de San Pelayo, Villodas

- Ermita de San Pelayo, VillodasLos Pasos: es un camino de rocas que transcurre por encima del río Zadorra y que no puede ser atravesado cuando el nivel de agua es alto. A través de él se accede al barrio de Gárabo y sirve de atajo para llegar a Nanclares de Oca.[2]
- Ruinas romanas de Iruña-Veleia: situadas entre los pueblos de Víllodas y Trespuentes son unas de las más importantes del norte de la península ibérica.

### Patrimonio inmaterial
- Carnaval rural que se celebra el sábado siguiente al martes de carnaval.[9]
- Las fiestas de Víllodas se celebran el fin de semana más cercano al 10 de julio, que es el día de su patrón, San Cristóbal.[2]
- El 26 de junio es el día del patrón de la ermita, San Pelayo.